# Мейпл-Плейн (Вісконсин)
Мейпл-Плейн (англ. Maple Plain) — місто (англ. town) в США, в окрузі Беррон штату Вісконсин. Населення — 844 особи (2020).

## Демографія
Згідно з переписом 2010 року, у місті мешкали 803 особи в 316 домогосподарствах у складі 246 родин. Було 726 помешкань
Расовий склад населення:
| - 81,6 % — білих - 16,1 % — корінних американців - 0,5 % — азіатів - 0,2 % — чорних або афроамериканців |

До двох чи більше рас належало 1,1 %. Частка іспаномовних становила 1,1 % від усіх жителів.
За віковим діапазоном населення розподілялося таким чином: 23,8 % — особи молодші 18 років, 56,8 % — особи у віці 18—64 років, 19,4 % — особи у віці 65 років та старші. Медіана віку мешканця становила 45,7 року. На 100 осіб жіночої статі у місті припадало 106,4 чоловіків;  на 100 жінок у віці від 18 років та старших — 101,3 чоловіків також старших 18 років.
Середній дохід на одне домашнє господарство  становив 74 696 доларів США (медіана — 51 875), а середній дохід на одну сім'ю — 86 844 долари (медіана — 69 000). Медіана доходів становила 48 594 долари для чоловіків та 40 875 доларів для жінок. За межею бідності перебувало 16,4 % осіб, у тому числі 37,7 % дітей у віці до 18 років та 10,3 % осіб у віці 65 років та старших.
Цивільне працевлаштоване населення становило 275 осіб. Основні галузі зайнятості: освіта, охорона здоров'я та соціальна допомога — 26,9 %, виробництво — 18,9 %, будівництво — 8,7 %, роздрібна торгівля — 8,0 %.